# Ведерби (Мисури)
Ведерби (енгл. Weatherby) град је у америчкој савезној држави Мисури.

## Демографија
По попису из 2010. године број становника је 107, што је 16 (-13,0%) становника мање него 2000. године.
| Група             | 2000.       | 2010.       |
| Белци             | 122 (99,2%) | 106 (99,1%) |
| Афроамериканци    | 0 (0,0%)    | 0 (0,0%)    |
| Азијати           | 0 (0,0%)    | 0 (0,0%)    |
| Хиспаноамериканци | 0 (0,0%)    | 0 (0,0%)    |
| Укупно            | 123         | 107         |